# Abbaye Saint-Médard de Soucy
L'abbaye Saint-Médard de Soucy ne doit pas être confondue avec l'Abbaye Saint-Médard de Soissons.
L'abbaye Saint-Médard est une abbaye de moines guillemites,  située sur le territoire de la commune de  Soucy, dans le département de l'Aisne, en France.

## Historique
L'abbaye était occupée au Moyen Age par des moines de l'ordre des Guillemites qui furent rattachés ensuite à d'autres communautés monastiques.
La ferme fortifiée appartenait à l'abbé de Saint-Médard. 
Les vestiges de l'abbaye sont protégés au titre des monuments historiques : inscription par arrêté du 1928.

## Vestiges
Il reste de l'ancienne abbaye un grange du XIIIe siècle. Cette ferme était fortifiée et une partie de son mur d'enceinte subsiste avec un contrefort soutenant une tour et des piliers soutenant des tourelles. La porte est voûtée et flanquée de tourelles.
La grange était, à l'origine, une chapelle ou église avec nef et bas-côtés séparés par des arcades.